# محمدرضا اقبال آل آقا
محمدرضا اقبال آل آقا یک سیاستمدار اهل ایران بود. وی در دوره‌  هفدهم به‌عنوان نمایندۀ کرمانشاه در مجلس شورای ملی حضور داشت.
وی از اعضای جبهه ملی دوم ایران بود. وی در تحصنی که اعضای شورای مرکزی این جبهه در مهرماه ۱۳۳۹ به منظور اعتراض به نحوۀ برگزاری انتخابات مجلس بیستم در مجلس سنا انجام دادند و حدود یک ماه تا اواخر آبان به طول انجامید شرکت کرد.
او همچنین از استادان خوش‌نویسی در کرمانشاه بود. مهدی اقبال آل آقا فرزند اوست.